# Tiêu Trang
Tiêu Trang (giản thể: 萧庄; phồn thể: 蕭莊; bính âm: Xiāo Zhuāng, 548-577?), cũng được biết đến với tước hiệu thân vương là Vĩnh Gia vương (永嘉王), là hoàng tôn của Lương Vũ Đế. Ông được tướng Vương Lâm tuyên bố là hoàng đế hợp pháp của triều Lương vào năm 558, dưới sự trợ giúp về quân sự của Bắc Tề. Do đó, Tiêu Trang lúc này trở thành một trong ba người yêu cầu hoàng vị Nam triều, cùng với Tây Lương Tuyên Đế và Trần Vũ Đế (và sau là chất tôn Trần Văn Đế). Năm 560, do Vương Lâm bại trận trước quân Trần, cả Vương Lâm và Tiêu Trang đều chạy sang Bắc Tề, kết thúc sự kình địch giữa họ với Tây Lương và Trần. Mặc hoàng đế Bắc Tề hứa hẹn sẽ lại đưa Tiêu Trang trở thành hoàng đế triều Lương, song chính quyền này đã không thể thực hiện được điều đó. Tiêu Trang qua đời một thời gian ngắn sau khi Bắc Tề bị tiêu diệt.

## Cuộc sống ban đầu
Tiêu Trang sinh năm 548, là nhi tử của Tiêu Phương Đẳng (蕭方等)- trưởng tử và là thế tử của Tương Đông vương Tiêu Dịch. Vào thời điểm Tiêu Trang sinh ra, tằng tổ phụ Lương vũ Đế của ông đang bị phản tướng Hầu Cảnh bao vây tại đô thành Kiến Khang. Tiêu Dịch đã cử Tiêu Phương Đẳng đến Kiến Khang để nhằm tập hợp quân các châu giải vây cho đô thành. Tiêu Phương Đẳng đã thể hiện được bản thân trong chiến dịch, song cuối cùng Hầu Cảnh đã chiếm được Đài thành vào năm 549, bắt Lương Vũ Đế và Thái tử Tiêu Cương làm con tin. Sau khi Kiến Khang hoàn toàn thất thủ, quân các châu giải tán, còn Tiêu Phương Đẳng đem quân trở về căn cứ của Tiêu Dịch tại Giang Lăng. Cũng trong năm đó, Tiêu Phương Đẳng tử trận trước đường huynh Hà Đông vương Tiêu Dự (蕭譽).
Năm 552, sau khi đánh bại Hầu Cảnh, Tiêu Dịch xưng đế, tức Nguyên Đế. Nguyên Đế phong Tiêu Trang là Vĩnh Gia vương.
Đến năm 554, quân Tây Ngụy tấn công và chiếm được đô thành Giang Lăng của Lương Nguyên Đế. Khoảng tết năm 555, quân Tây Ngụy giết chết Nguyên Đế và tuyên bố Tiêu Sát là hoàng đế, tức Tuyên Đế. Hầu hết các châu của Lương đều từ chối công nhận Tuyên Đế là quân chủ, và tướng Vương Tăng Biện (王僧辯) đã nghênh đón Tấn An vương Tiêu Phương Trí đến Kiến Khang rồi tuyên bố Tiêu Phương Trí là Lương vương, chuẩn bị lập làm hoàng đế. Trong khi đó, khi Giang Lăng thất thủ, Tiêu Trang được ni cô Pháp Mộ (法慕) che giấu và do đó thoát khỏi việc bị thảm sát như tổ phụ và các hoàng thúc đang ở Giang Lăng. Cuối cùng, ông đến chỗ bộ tướng Vương Lâm của Tuyên Đế, và Vương Lâm đưa ông đến Kiến Khang.
Mặc dù Vương Tăng Biện muốn đưa hoàng thúc của Tiêu Trang là Tiêu Phương Trí làm hoàng đế, song sau đó đã đổi ý trước sức ép của Bắc Tề và đưa Tiêu Uyên Minh lên ngôi vào hè năm 555. Trần Bá Tiên bất mãn trước quyết định của Vương Tăng Biện nên vào mùa thu năm 555, ông ta đã tấn công Kiến Khang, sát hại Vương Tăng Biện và phế Tiêu Uyên Minh. Trần Bá Tiên lập Tiêu Phương Trí làm hoàng đế, tức Kính Đế. Quân Bắc Tề ngay lập tức tiến đánh, song đã bị Trần Bá Tiên đẩy lui. Nhằm cầu hòa với Bắc Tề, Trần Bá Tiên đã cử Tiêu Trang cùng Trầm Đàm Lãng (陳曇朗), và Vương Dân (王珉) sang Bắc Tề làm con tin.

## Trị vì
Năm 557, Trần Bá Tiên buộc Kính Đế phải thiện nhượng cho mình, lập ra triều đại Trần. Vào mùa xuân năm 558, do muốn kháng Trần và phục hưng triều Lương, Vương Lâm đã thỉnh cầu viện trợ của Bắc Tề và xin đưa Tiêu Trang về để lập làm vua. Bắc Tề đã chấp thuận, và Vương Lâm đã tuyên bố Tiêu Trang là hoàng đế tại căn cứ ở Giang Hạ (江夏, nay thuộc Vũ Hán, Hồ Bắc). Vương Lâm trở thành thừa tướng, còn Tiêu Trang không được thực thi nhiều quyền lực của hoàng đế do còn nhỏ tuổi. 10 châu đã cam kết trung thành với Tiêu Trang, các châu này tạo thành Hồ Nam cùng trung bộ và đông bộ Hồ Bắc hiện nay.
Năm 559, sau khi Trần Bá Tiên qua đời và chất tôn là Trần Văn Đế kế vị, Vương Lâm đã tiến hành đông hạ, để Tiêu Trang ở lại Giang Hạ dưới sự bảo hộ của Tôn Dương (孫暘). Vào xuân năm 560, khi Bắc Chu hay tin về chiến dịch của Vương Lâm, triều đình này đã cho tiến hành một cuộc tấn công nhằm vào Giang Hạ và bao vây kinh thành. Trong khi đó, Vương Lâm đã thất bại dưới tay tướng Hầu Thiến (侯瑱) của Trần và buộc phải chạy trốn sang Bắc Tề. Ngay sau đó, Tiêu Trang cũng chạy trốn sang Bắc Tề, lãnh địa của ông thì bị phân chia giữa Trần và Tây Lương (chư hầu của Bắc Chu).

## Sau khi trị vì
Bắc Tề xem Tiêu Trang là khách quý, và đến năm 570, hoàng đế Cao Vĩ đã phong Tiêu Trang làm Lương vương và hứa hẹn sẽ cố gắng đưa ông trở lại ngai vàng triều Lương. Tuy nhiên, do phải đối mặt với nạn hủ bại và tranh chấp nội bộ, bản thân Bắc Tề đã suy yếu. Năm 573, Vương Lâm đã bị tướng Trần Ngô Minh Triệt (吳明徹) bắt và giết chết. Năm 577, Bắc Tề bị Bắc Chu thôn tính. Tiêu Trang đã qua đời một thời gian ngắn sau đó tại cố đô Nghiệp thành của Bắc Tề.